# Georgenberg (kulle i Österrike, Oberösterreich)
Georgenberg är en kulle i Österrike.   Den ligger i distriktet Kirchdorf och förbundslandet Oberösterreich, i den centrala delen av landet, 170 km väster om huvudstaden Wien. Toppen på Georgenberg är 595 meter över havet, eller 52 meter över den omgivande terrängen. Bredden vid basen är 0,33 km.
Terrängen runt Georgenberg är huvudsakligen kuperad, men åt sydost är den bergig. Närmaste större samhälle är Micheldorf in Oberösterreich, 0,58 km nordväst om Georgenberg. 
I omgivningarna runt Georgenberg växer i huvudsak blandskog. Runt Georgenberg är det ganska glesbefolkat, med 45 invånare per kvadratkilometer.